# Distrito de Meißen
El Distrito de Meißen (en alemán Landkreis Meißen) es un distrito del land (estado federado) de Sajonia, en Alemania, que se corresponde con lo que en su día fue el núcleo central de la Marca de Meißen.
Su anterior configuración se estableció el 1 de enero de 1996 a partir del ahora extinto distrito Landkreis Dresden-Land. El territorio se componía de 15 municipios (Gemeinden), entre los que se distribuían cerca de 150.000 habitantes. Desde la Reforma de los distritos en Sajonia 2008 en el 1 de agosto de 2008, los distritos antiguos de Meißen y de Riesa-Großenhain forman el nuevo distrito de Meißen,conteniendo un total de 34 municipios con 256.638 habitantes en total. 
La capital del distrito era y es la ciudad de Meißen, conocida por sus porcelanas. Es también sede del obispo luterano evangélico.
La economía está dominada por el turismo, la producción de frutas y vegetales, las industrias transformadoras y de vinos a lo largo del río Elba. 

## Geografía

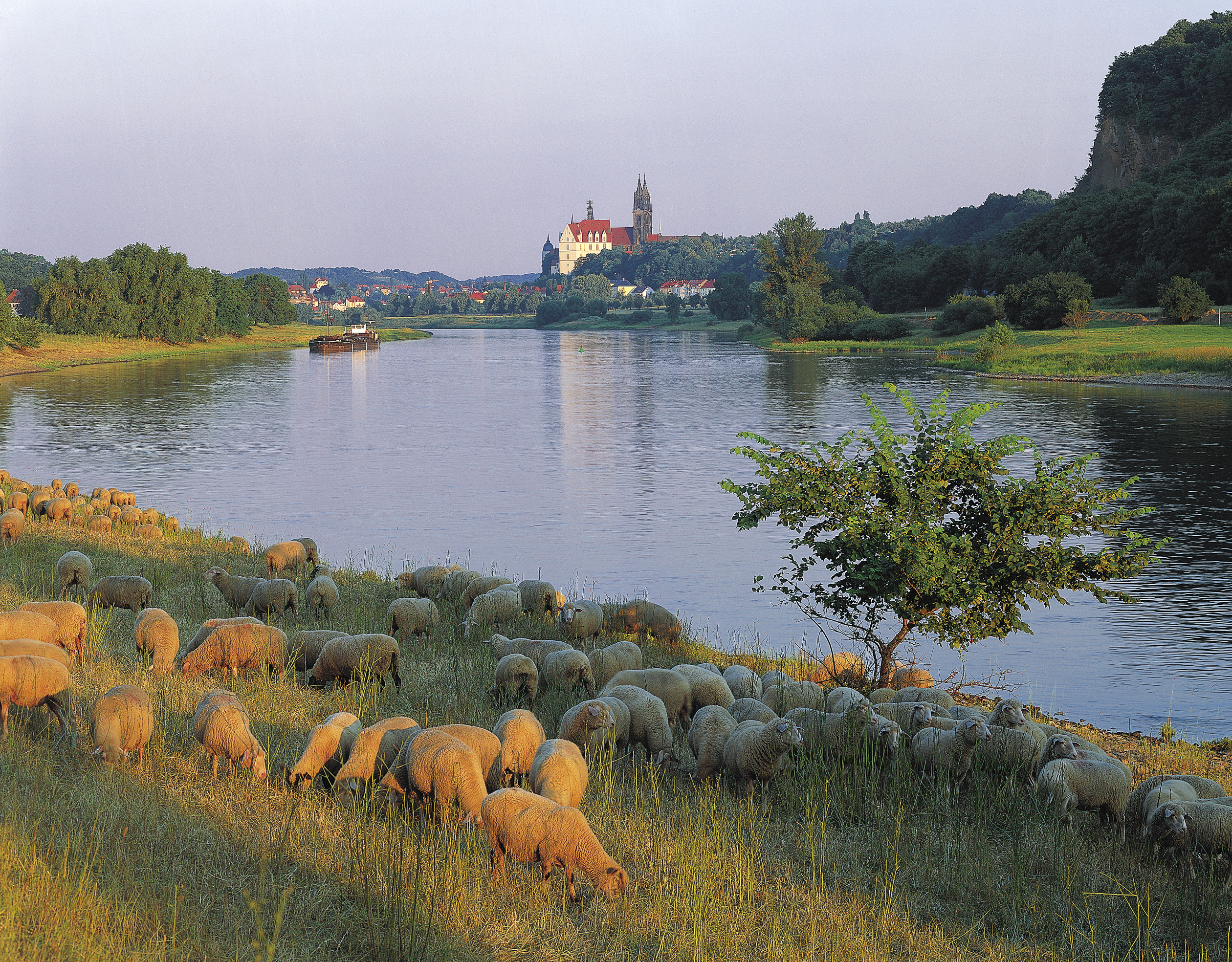
Escena vespertina sobre el Elba sobre el que se puede ver Albrechtsburg.

El Landkreis Meißen es un distrito ubicado en la parte central de la zona norte del estado federado de Sajonia (Freistaat Sachsen); el río Elba fluye por su territorio. Los distritos vecinos eran, hasta la última reforma, al norte el distrito de Riesa-Großenhain, al este el distrito de Kamenz, al sudeste la ciudad independiente (kreisfreie Stadt) de Dresde, al sur los distritos de Weißeritz y Freiberg y al oeste los distritos de Mittweida y Döbeln. Desde 2008, los distritos vecinos restantes son el distrito de Sajonia Septentrional (Landkreis Nordsachsen) al noroeste, el distrito de Sajonia Central (Landkreis Mittelsachsen) al suroeste, el distrito de Suiza Sajona-Montes Metálicos Orientales (Landkreis Sächsische Schweiz-Osterzgebirge) al sur, la ciudad independiente y capital sajona de Dresde al sudeste, y el distrito de Bautzen al este. 

## Política
El 8 de junio de 2008, las primeras elecciones del Administrador del Distrito (Landrat) después la Reforma de 2008 tuvieron lugar. Arndt Steinbach (CDU) pudo prevalecer frente a los competidores quinto con 56,7 % dos votos. Es por eso el primer Administrador del distrito recién formado.
El Consejo del Distrito (Kreistag), que pertenece como un órgano del gobierno local a los poderes ejecutivo,  fue elegido también el 8 de junio de 2008. La distribución dos mandatos a los partidos es como sigue:

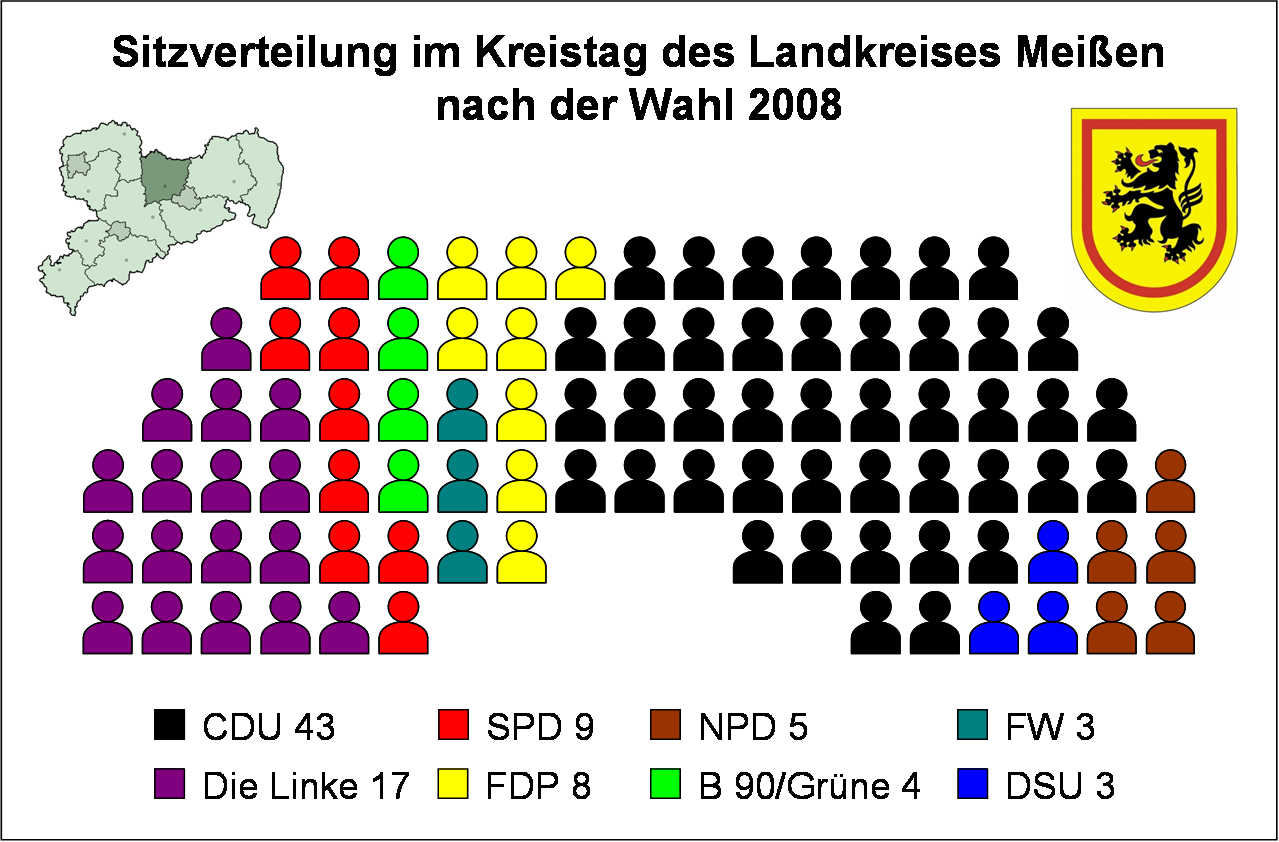
Distribución dos mandatos del Consejo del Distrito de Meißen según las elecciones comunales de 8 de junio de 2008

| Partido               | votos (%) | Mandatos |
| --------------------- | --------- | -------- |
| CDU                   | 44,8      | 43       |
| La Izquierda          | 18,1      | 17       |
| SPD                   | 10,0      | 9        |
| FDP                   | 8,5       | 8        |
| NPD                   | 5,7       | 5        |
| Alianza 90/Los Verdes | 5,0       | 4        |
| FW                    | 4,1       | 3        |
| DSU                   | 3,3       | 3        |

## Composición del distrito
(Habitantes a 31 de diciembre de 2008)
| Ciudades - del distrito antiguo antes de 2008- 1. Coswig (21.853) 2. Lommatzsch (5.606) 3. Meißen (27.736) 4. Nossen (7.293) 5. Radebeul (33.387) 6. Radeburg (7.740) - del distrito antiguo de Riesa-Großenhain - 1. Gröditz (7.366) 2. Großenhain (19.977) 3. Riesa (34.777) 4. Strehla (4.041) | Municipios - del distrito antiguo antes de 2008- 1. Diera-Zehren (3.694) 2. Käbschütztal (2.900) 3. Ketzerbachtal (2.776) 4. Klipphausen (6.121) 5. Leuben-Schleinitz (1.503) 6. Moritzburg (8.189) 7. Niederau (4.083) 8. Triebischtal (4.453) 9. Weinböhla (10.209) - del distrito antiguo de Riesa-Großenhain - 1. Ebersbach (4.795) 2. Glaubitz (2.062) 3. Hirschstein (2.369) 4. Lampertswalde (1.932) 5. Nauwalde (1.058) 6. Nünchritz (6.233) 7. Priestewitz (3.435) 8. Röderaue (3.097) 9. Schönfeld (1.945) 10. Stauchitz (3.388) 11. Tauscha (1.489) 12. Thiendorf (2.255) 13. Weißig am Raschütz (945) 14. Wülknitz (1.765) 15. Zeithain (6.233) |